# Anteris asramanes
Anteris asramanes är en stekelart som först beskrevs av Walker 1836. Enligt Catalogue of Life ingår Anteris asramanes i släktet Anteris och familjen Scelionidae, men enligt Dyntaxa är tillhörigheten istället släktet Anteris och familjen gallmyggesteklar. Arten är reproducerande i Sverige. Inga underarter finns listade i Catalogue of Life.